# Каса Конехо (Калифорнија)
Каса Конехо (енгл. Casa Conejo) насељено је место без административног статуса у америчкој савезној држави Калифорнија.

## Демографија
По попису из 2010. године број становника је 3.249, што је 69 (2,2%) становника више него 2000. године.
| Група             | 2000.         | 2010.         |
| Белци             | 2.465 (77,5%) | 2.109 (64,9%) |
| Афроамериканци    | 32 (1,0%)     | 27 (0,8%)     |
| Азијати           | 108 (3,4%)    | 160 (4,9%)    |
| Хиспаноамериканци | 502 (15,8%)   | 851 (26,2%)   |
| Укупно            | 3.180         | 3.249         |